# Войвож (приток Сырвожа)
Войвож (устар. Вой-Вож) — река в России, протекает по Республике Коми. Устье реки находится в 12 км по левому берегу реки Сырвож. Длина реки составляет 39 км.

## Данные водного реестра
По данным государственного водного реестра России относится к Двинско-Печорскому бассейновому округу, водохозяйственный участок реки — Вычегда от города Сыктывкар и до устья, речной подбассейн реки — Вычегда. Речной бассейн реки — Северная Двина.
Код объекта в государственном водном реестре — 03020200212103000022583.